# Dolnji Lakoš
Dolnji Lakoš (madžarsko Alsólakos, prekmursko Dolenji Lakoš, ali Spoudnji Lakoš) je naselje v Občini Lendava, ki stoji okoli 2 km zahodno od Lendave. Mimo naselja poteka cesta Murska Sobota-Lendava. Kraj je opredeljen kot območje, kjer avtohtono živijo pripadniki madžarske narodne skupnosti in kjer je poleg slovenščine uradni jezik tudi madžarščina.
Vas je najbolj znana po arheološkem najdišču Oloris, ki je edina sistematično izkopana vas iz obdobja bronaste dobe.